# Hanoï Police Football Club
Maillots
Hanoi Police Football Club (vietnamien : Câu lạc bộ bóng đá Công An Hà Nội) est un club de football de l'association professionnelle vietnamienne basé à Hanoï, au Vietnam, qui participera à la V.League 1 2023, la plus haute division du football vietnamien. Son prédécesseur était le People's Public Security FC, qui a changé son nom en l'actuel nom de police de Hanoi (Công An Hà Nội) après avoir été promu en V.League 1 à partir de la saison 2023.

## Création
Le 7 avril 2008, le général de corps d'armée Nguyễn Khánh Toàn, alors sous-ministre de la Sécurité publique (Vietnam), a signé la décision n° 375/QD-BCA (X15) sur la création du CAND. Plusieurs clubs au nom de la Sécurité publique avaient existé auparavant,.

## Personnel du club
| Position                        | Nom               |
| ------------------------------- | ----------------- |
| Président                       | Nguyễn Hiền Lương |
| Directeur                       | Paulo Foiani      |
| Directeurs adjoints             | Trần Tiến Đại     |
| Entraîneur de l'équipe première | Feranco Almeida   |
| Entraîneur des gardiens         | André Pemban      |

## Gestionnaires
- 2008-2013 :  Mai Trần Hải[5]

## Palmarès
- V.League 1 : (2)
  - Champion : 1984, 2023
- V.League 2  : (1)
  - Champion : 2022
- Coupe du Vietnam : (1)
  - Vainqueur : 2025